# Lawrence Alma-Tadema
Lawrence Alma-Tadema, nato Lourens Alma Tadema (AFI: [ˈlʌurəns ˈɑlmaː ˈtaːdəˌmaː]; Dronrijp, 8 gennaio 1836 – Wiesbaden, 25 giugno 1912), è stato un pittore olandese.
Formatosi in Belgio alla Accademia reale di belle arti di Anversa (Koninklijke Academie voor Schone Kunsten van Antwerpen), dal 1870 e sino alla morte si stabilì in Inghilterra, dove ottenne una speciale cittadinanza. Fu un pittore celebrato e conosciuto per i suoi soggetti ispirati all'antichità classica, nei quali raffigurò il lusso e la decadenza dell'Impero romano. Sebbene ammirato in vita per la sua abilità, il suo lavoro fu disistimato dopo la sua morte, e solo a partire dagli anni sessanta è stato rivalutato per l'importanza che ebbe nell'arte del diciannovesimo secolo.

## Biografia

### Fanciullezza

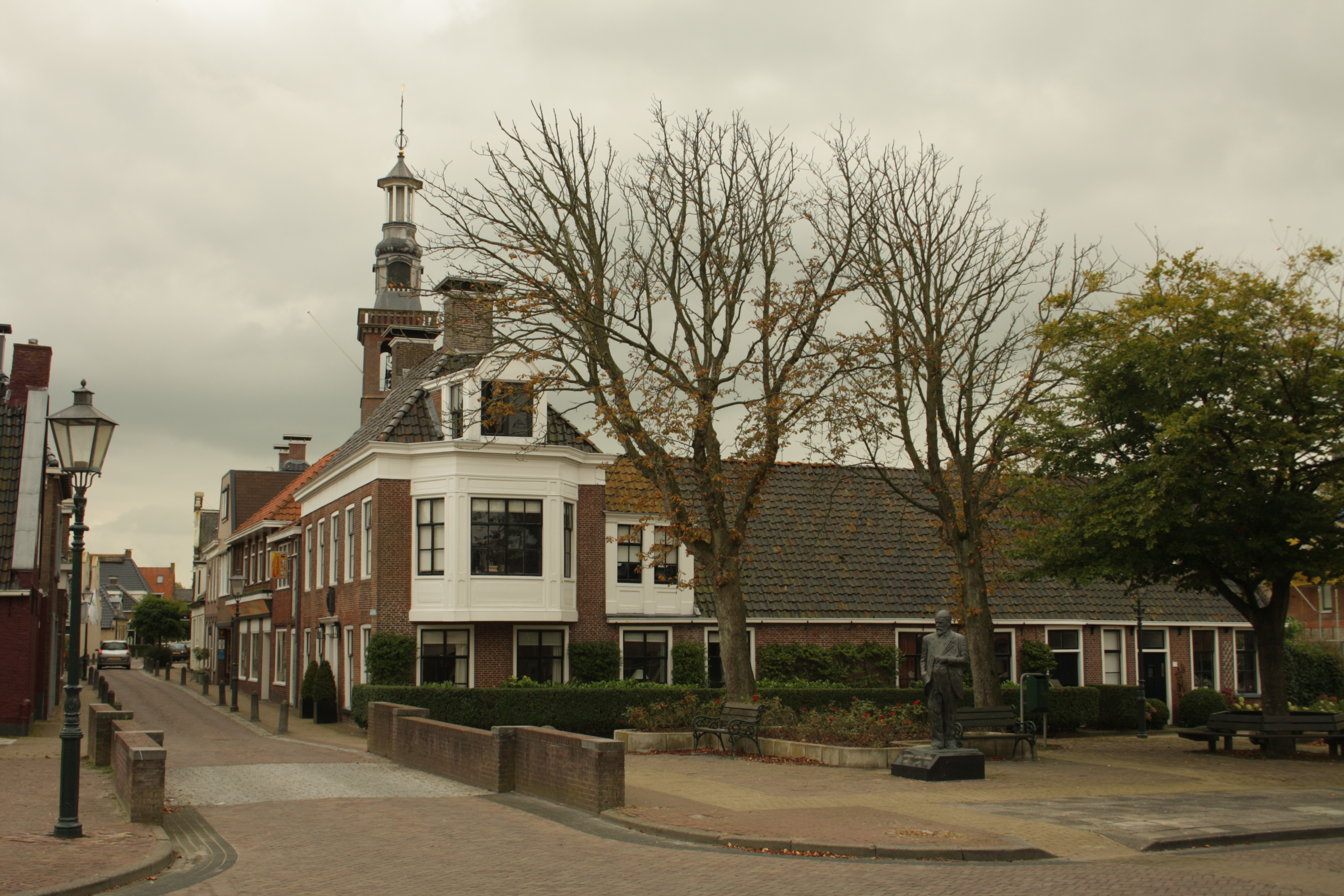
La casa natale di Alma-Tadema a Dronrijp: al centro è visibile la statua commemorativa eretta in suo onore

Lourens Alma Tadema nacque l'8 gennaio 1836 nel villaggio di Dronrijp, in Frisia, nei Paesi Bassi. Il cognome Tadema, con il quale l'artista è universalmente noto, era in origine un patronimico («figlio di Tade»); i nomi Lourens ed Alma furono scelti dal padrino. Il padre, il notaio Pieter Jiltes Tadema (1797-1840), si sposò due volte: dal primo matrimonio ebbe tre figli; dal secondo matrimonio con Hinke Dirks Brouwer (c. 1800-1863) nacque Lourens, terzo di tre.
Nel 1838 i Tadema si trasferirono nel vicino villaggio di Leeuwarden, ma il padre Pieter morì due anni dopo. Rimasta vedova, la madre allevò da sola tutti e cinque i figli (i due propri, superstiti, ed i tre del precedente matrimonio del marito), educandoli e assumendo un maestro locale per far impartire loro lezioni di disegno. Inizialmente orientata a far seguire la carriera paterna al giovane Lourens, questi nel 1851 iniziò a soffrire di seri problemi fisici e psichici. I medici diagnosticarono una consunzione, e prospettarono per lui una breve vita; fu per tale motivo che la madre gli permise di trascorrere i giorni restanti disegnando e dipingendo, seguendo il suo desiderio. Lourens ritrovò invece la salute e decise di intraprendere seriamente gli studi artistici.

### Formazione
Alma-Tadema si trasferì nel 1852 ad Anversa, in Belgio, dove entrò alla Reale Accademia di belle arti e studiò l'antica arte olandese e fiamminga con Gustaf Wappers, pittore di impronta romantica e antidavidiana, seguace di Gericault, Delacroix e appassionato delle opere degli antichi maestri fiamminghi.

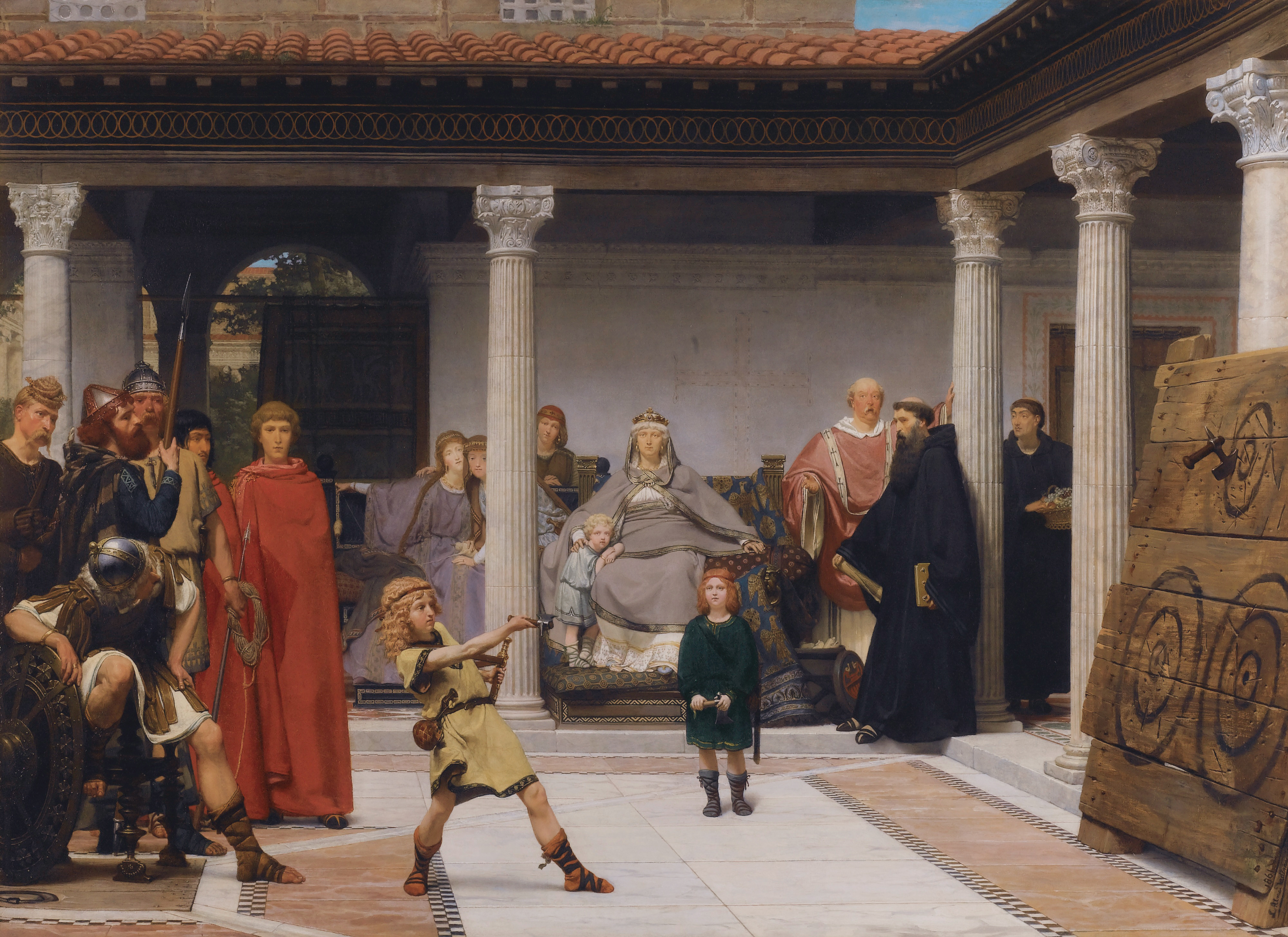
Lawrence Alma-Tadema, L'educazione dei figli di Clodoveo (1861); olio su tela,, collezione privata. La regina Clotilde, moglie del defunto re Clodoveo, insegna ai propri figli l'arte del lancio dell'ascia affinché siano in grado di vendicare la morte del padre.

Prima di terminare i quattro anni di frequentazione all'Accademia, durante i quali vinse numerosi premi, il giovane Laurens strinse amicizia con Louis (Lodewijk) Jan de Taeye, pittore di soggetti storici, e nel 1855 ne divenne assistente. 
La maggiore influenza di De Taeye sul suo giovane allievo fu l'interesse per le civiltà antiche, in particolar modo per gli Egizi, che si manifestò per la prima volta ne La Cleopatra morente, iniziata nel 1859 ma in seguito distrutta dall'artista, e ne Il padre triste o L'oracolo sfavorevole (Opus X), del 1858. Originariamente un grande dipinto processionale in un contesto architettonico, fu poi tagliato per mostrare solo tre figure; questo quadro in scala ridotta si trova ora alla Johannesburg Art Gallery. Un'altra sezione de Il padre triste fu modificata dall'artista dieci anni dopo, nel 1869, ed esposta alla Royal Academy nel 1871 con il titolo Il gran ciambellano di Sesostri il Grande. Del grande dipinto originale, il poeta e critico letterario Sir Edmund William Gosse dirà in seguito: "Come primo di una serie di quadri egiziani, alcuni dei quali sono da annoverare tra le più alte espressioni del genio di Alma-Tadema, L'oracolo sfavorevole è un'opera di grande interesse."

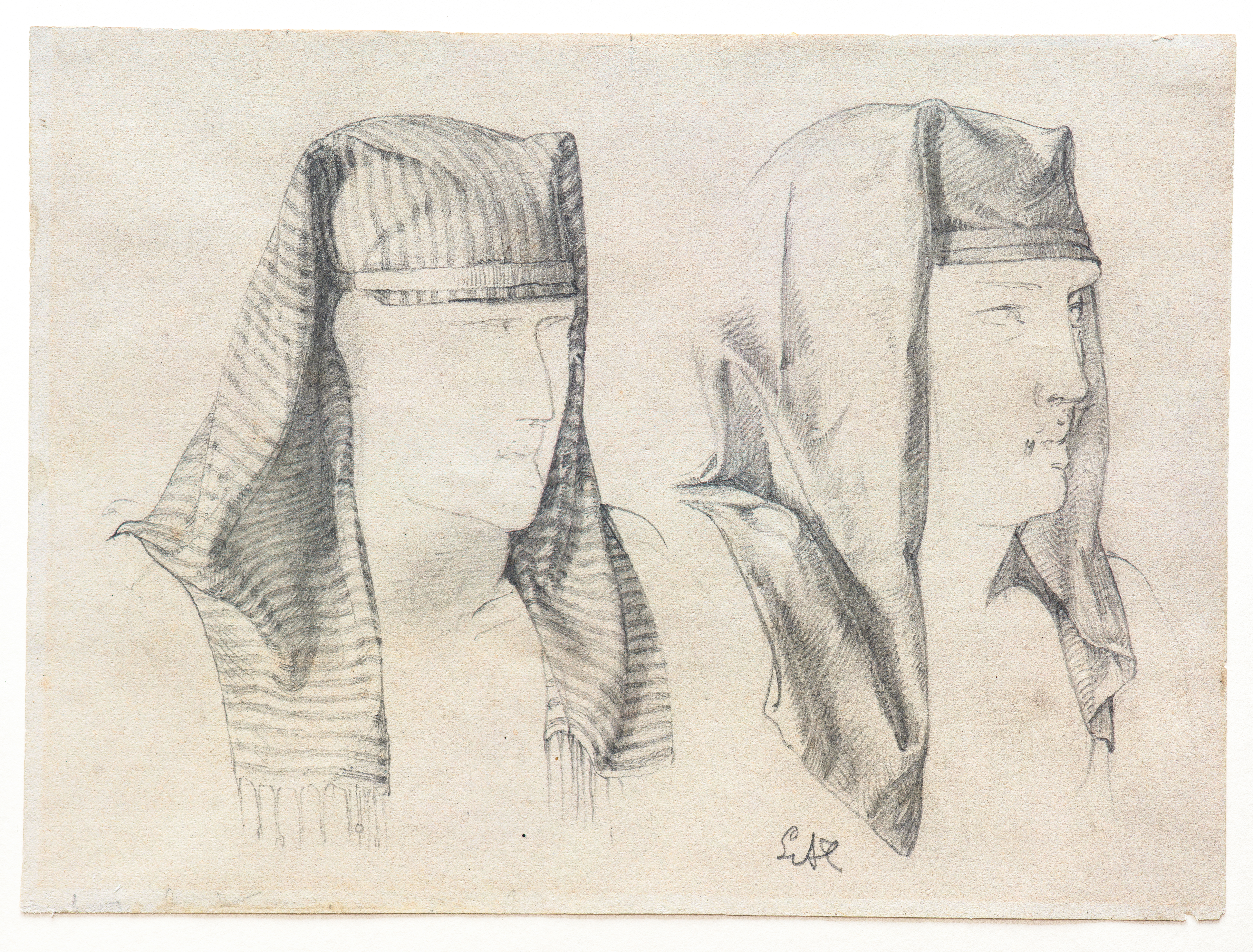
Studi preparatori per L'oracolo contrario, che mostrano il precoce interesse di Alma-Tadema per l'antico Egitto e la sua attenzione per i dettagli e l'accuratezza storica.

Negli anni 1857 e 1858 l'artista progettò altri due dipinti a tema egizio, intitolati Andando dall'oracolo e L'oracolo contrario, dei quali sopravvivono ancora oggi alcuni disegni preparatori, originariamente in possesso di Gosse. Questi dipinti non furono mai realizzati, o furono distrutti; non era infatti inusuale che durante i suoi anni di studio Alma-Tadema distruggesse o dipingesse sopra le opere che non fossero di suo gradimento.
Come ha osservato il biografo contemporaneo dell'artista, Percy Cross Standing, a proposito dei primi dipinti di Lawrence Alma-Tadema con soggetti egiziani, "Sempre molto attento ai dettagli, prestava straordinaria cura alla preparazione dei suoi schizzi preliminari per questi quadri". Quando gli fu chiesto perché avesse scelto di dipingere temi legati all'antico Egitto, Alma-Tadema rispose: "Da dove altro avrei dovuto cominciare non appena conosciuta la vita degli antichi? La prima cosa che un bambino studia della storia antica è la corte dei faraoni; e se torniamo alla fonte dell'arte e della scienza, non dobbiamo forse tornare in Egitto?"
Molti dei suoi primi dipinti a tema egizio contengono inoltre precise rappresentazioni di oggetti ed ambientazioni, che riflettono l'attento studio dell'artista di un importante libro di riferimento dell'epoca: "The Manners and Customs of Ancient Egyptians" di Sir John Gardner Wilkinson, pubblicato nel 1837.
De Taeye trasmise inoltre all'artista l'interesse per i soggetti desunti dalla storia francese e dall'epos della Gallia merovingia, imprimendo un'esperienza formativa molto stimolante per il pittore, che tra l'altro poteva usufruire anche della ricchissima biblioteca del maestro e consultare volumi come la Storia dei Franchi di Gregorio di Tours e i Récits des temps mérovingiens di Augustin Thierry. 
L'interesse di Alma-Tadema per questo genere di soggetti crebbe nel novembre 1858, quando abbandonò lo studio di Taeye e inaugurò una fattiva collaborazione con il pittore Jan August Hendrik Leys, titolare di uno degli atelier più fiorenti del Belgio. Grazie ai consigli di Leys (maestro anche di James Tissot), Alma-Tadema orientò decisamente il proprio stile rivolgendosi ai temi tratti dalla pittura romantica e dalla storia di genere. A questi anni risale la prima opera di rilievo, L'educazione dei figli di Clodoveo, esposto nel 1861 presso il Congresso Artistico di Anversa. L'accoglienza fu molto calorosa e segnò la prima, importante tappa della brillante carriera del pittore; il suo biografo, Georg Moritz Ebers, disse del quadro: «un magnifico dipinto destinato a portare istantaneamente Alma-Tadema tra i ranghi dei più importanti artisti del suo tempo e a rendere celebre il suo nome». Al 1862 risale invece il Venanzio Fortunato che legge i suoi poemi a Radegonda VI: AD 555, altro quadro di successo pure ispirato a temi merovingi.

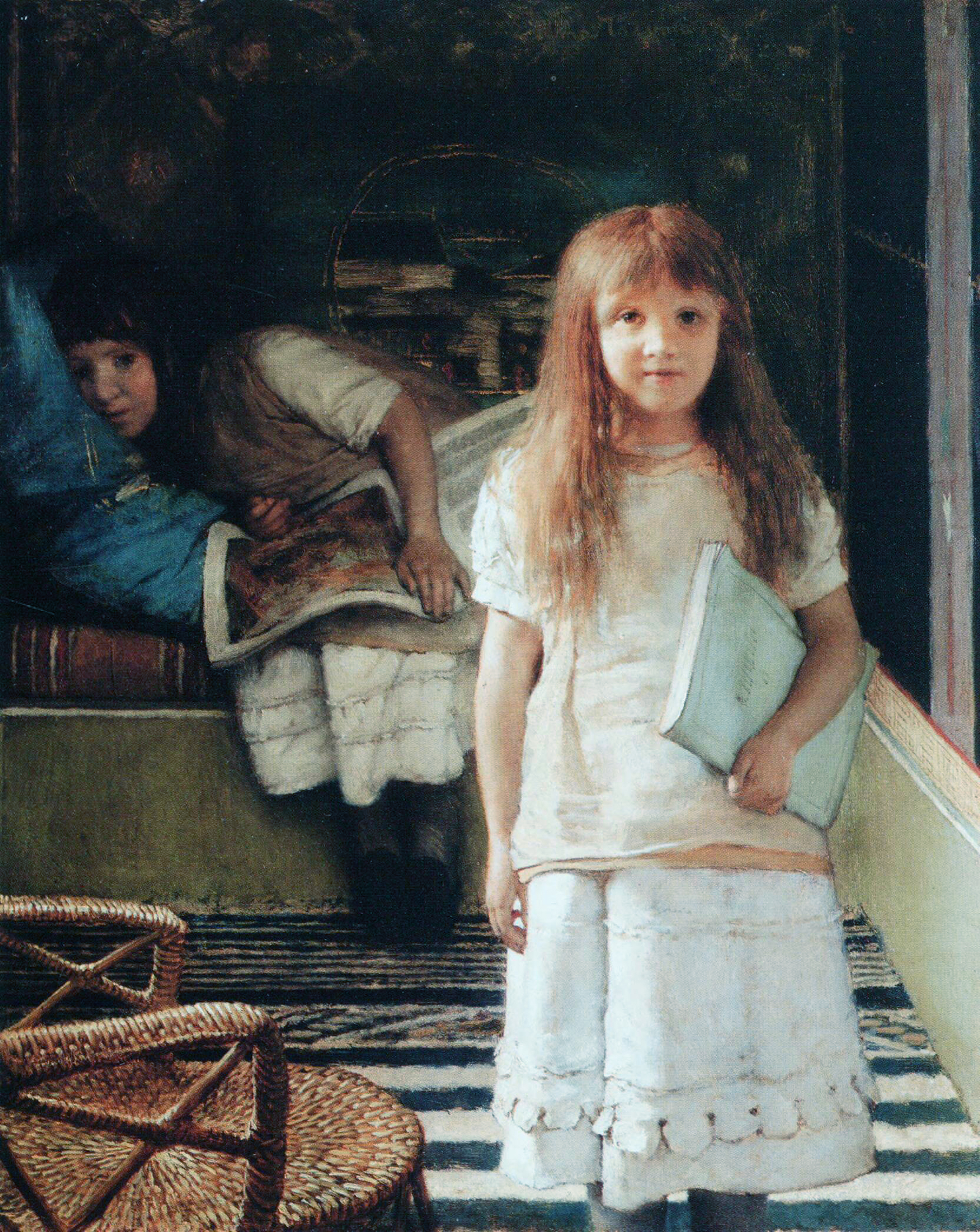
Lawrence Alma-Tadema, Ritratto di Anna Alma Tadema (in primo piano) e Laurense Alma Tadema (1873); olio su tela, Van Gogh Museum, Amsterdam

### Primi passi
Nel 1862 Alma-Tadema si svincolò definitivamente da Leys.
Il 3 gennaio del 1863 morì la madre, già invalida. Il 24 settembre dello stesso anno, Tadema sposò Marie-Pauline Gressin Dumoulin, figlia di Eugène Gressin Dumoulin, un giornalista francese di stanza a Bruxelles. Nulla sappiamo, né del loro fidanzamento, né di Pauline, della quale il marito parlò sempre pochissimo. Dal loro matrimonio nacquero tre bambini: il primogenito morì presto a causa del vaiolo; le due figlie, Laurense (1864-1940) e Anna (1867-1943), divennero la prima scrittrice e poetessa, e l'altra pittrice. Nessuna delle due si sposò.
Alma-Tadema nel 1863 si recò in Italia con Pauline, in luna di miele. Visitò Firenze, Roma, Napoli e Pompei, e ne rimase profondamente colpito, anche per l'interesse che nutriva nei confronti della storia dell'Impero romano e del primo Medioevo. Tuttavia, fu particolarmente impressionato non tanto dalle vestigia romane, quanto dagli scavi vesuviani, dal carattere spiccatamente domestico, «da tutti i giorni»; a suo giudizio, fornivano elementi perfetti per i soggetti delle sue opere. Come osservato da Eugenia Querci, a Pompei Alma-Tadema «misura[va], disegna[va], prende[va] appunti delle mura, delle rovine e degli scavi [...] l'illusione di vite appena consumate, esistenze da poco interrotte, di antichi abitanti pronti a riprendere possesso delle loro dimore mano a mano che gli scavi le riporta[va]no alla luce, [fu] una suggestione tanto forte per l'artista da imprimere un carattere indelebile alla sua opera». Non casuale, infatti, fu l'amicizia che strinse con Giuseppe Fiorelli, professore di archeologia all'università di Napoli e autentico conoscitore della cultura pompeiana.
Nell'estate del 1864 Tadema fece la conoscenza di Ernest Gambart, mercante d'arte belga particolarmente rinomato, che ne promosse la fama in tutta Europa.
Il 28 maggio 1869, dopo anni di malattia, la moglie Pauline morì a Schaerbeek, in Belgio, a soli trentadue anni. Tadema, addolorato dalla sua morte, non dipinse per quasi quattro mesi; ma, grazie anche all'aiuto della sorella Atje, che si prese cura delle figlie (che all'epoca avevano cinque e due anni), superò questo difficile periodo.

### Londra

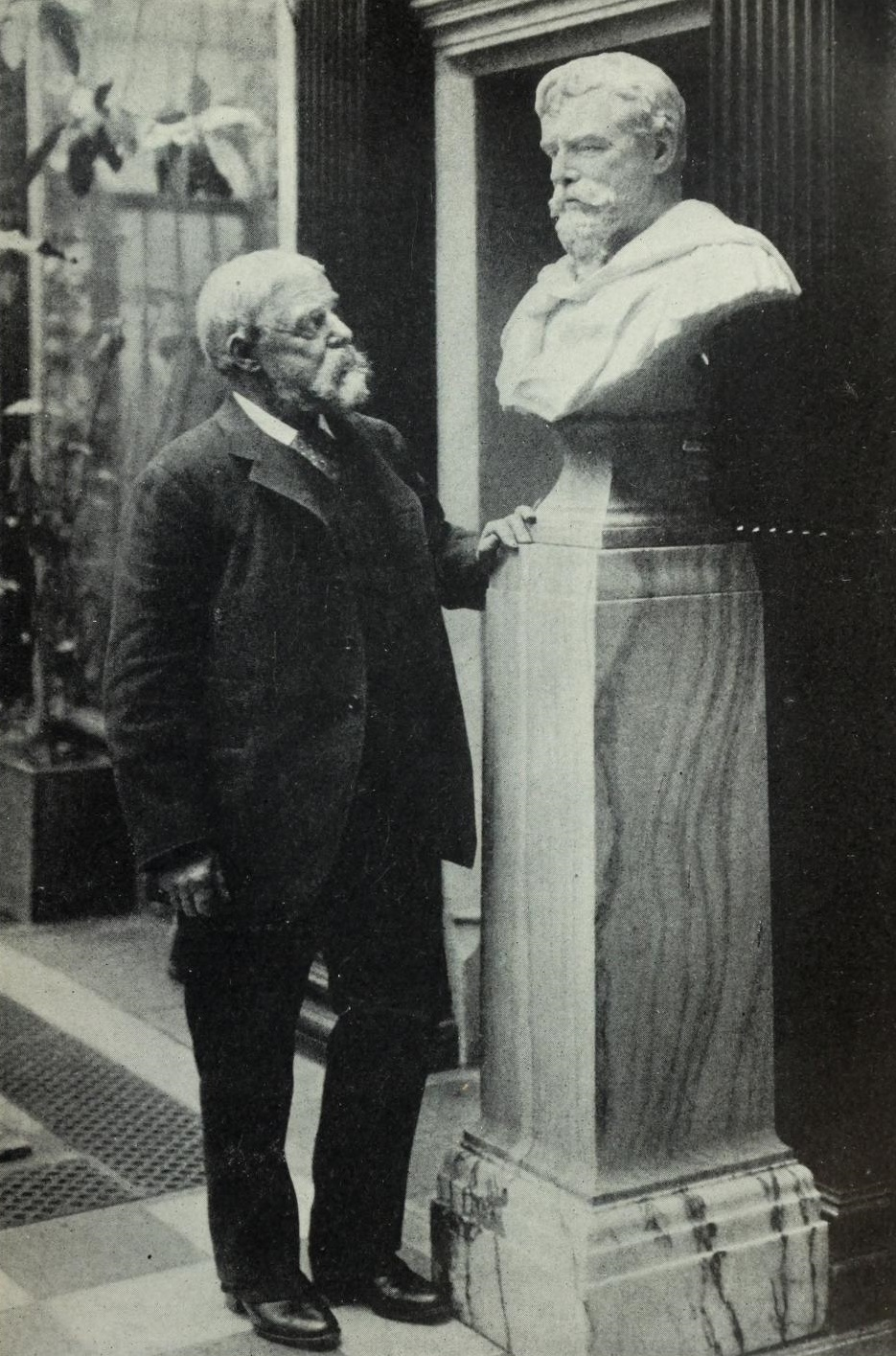
Fotografia raffigurante Lawrence Alma-Tadema

Tadema si trasferì a Londra nel 1869, in seguito ai sintomi di una malattia che i medici non furono in grado di diagnosticare. L'amico Gambert gli suggerì di recarsi nella capitale britannica per consultare dottori più competenti. Giunto in Inghilterra nel dicembre 1869, fu invitato a casa dal pittore preraffaellita Ford Madox Brown, che ne conosceva la fama; lì incontrò Laura Theresa Epps, all'epoca diciassettenne, che avrebbe sposato nel 1871.
Il soggiorno londinese divenne definitivo dopo che nel luglio 1870 scoppiò la guerra franco-prussiana, che arrecò un grave scompiglio nello scacchiere geopolitico dell'Europa. Alma-Tadema nel settembre dello stesso anno si trasferì una volta per tutte a Londra, dove si prospettava l'opportunità sia di suggellare il suo rapporto con la giovane Laura che di consolidare felicemente la propria carriera. «Nel 1869 ho perso la mia prima moglie, una signora francese che sposai nel 1863» avrebbe poi ricordato il pittore « [...] avendo sempre avuto una speciale predilezione per Londra, patria in quel momento di tutti i miei acquirenti, risultò naturale per me la decisione di lasciare il continente e stabilirmi in Inghilterra, alla ricerca di una casa che potessi dire vera».

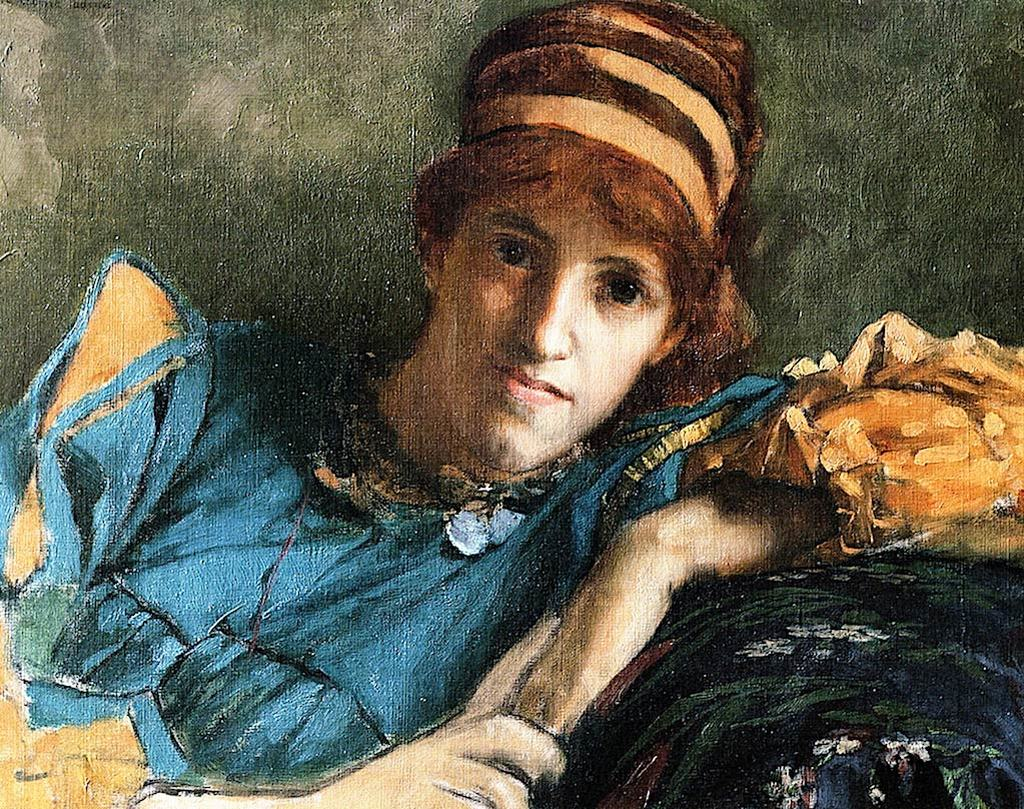
Lawrence Alma-Tadema, Ritratto di Laura Theresa Epps (1871 ca.); olio su tela, collezione privata

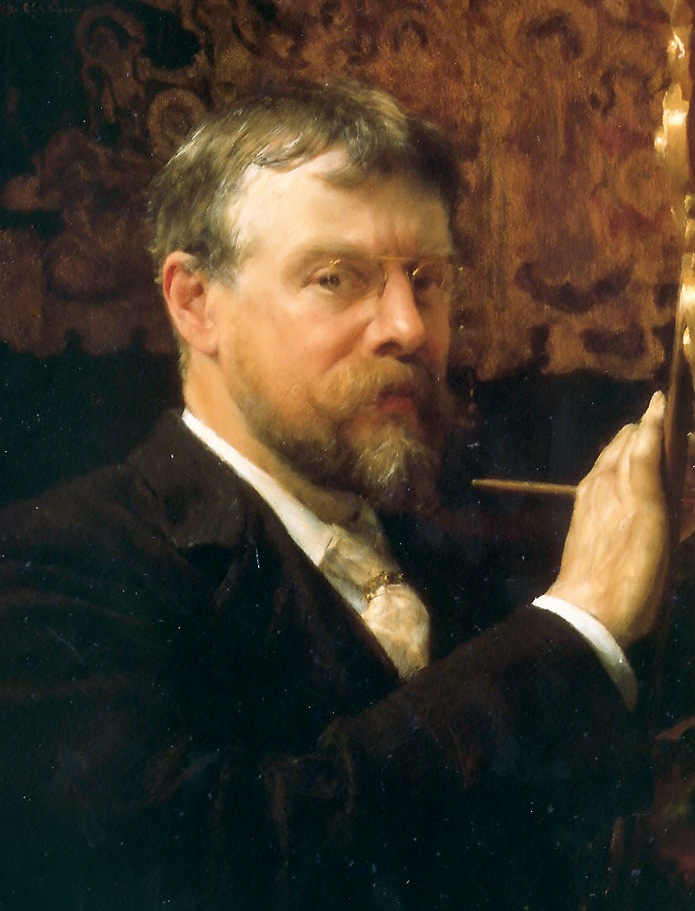
Lawrence Alma-Tadema, Autoritratto (1896); olio su tela, galleria degli Uffizi, Firenze

Tornato a Londra con le due sue figliole e la sorella Atje, Alma-Tadema diede per qualche tempo lezioni di pittura a Laura. Nel corso di una di queste le chiese di sposarla; tuttavia, per l'iniziale opposizione del padre di lei dovuta alla differenza d'età, i due si sarebbero sposati solo nel luglio del 1871.
Ormai ben inserito nella società inglese, Tadema cambiò il nome da «Lourense» a «Lawrence», e aggiunse al cognome il suo secondo nome «Alma», in modo tale da comparire prima nei cataloghi delle mostre, alla lettera A e non T. Quest'iniziativa forse mirava a captare il gusto del pubblico inglese, che gli tributò un crescente successo.
La conoscenza dei Preraffaelliti influenzò Alma-Tadema che apportò sensibili modifiche alla sua tavolozza pittorica, come anche alla consistenza delle pennellate. John Everett Millais, James Tissot, Dante Gabriel Rossetti, George Frederic Watts, John Singer Sargent ed Edward Burne-Jones sono solo alcuni dei grandi nomi che il pittore conobbe personalmente e apprezzò.

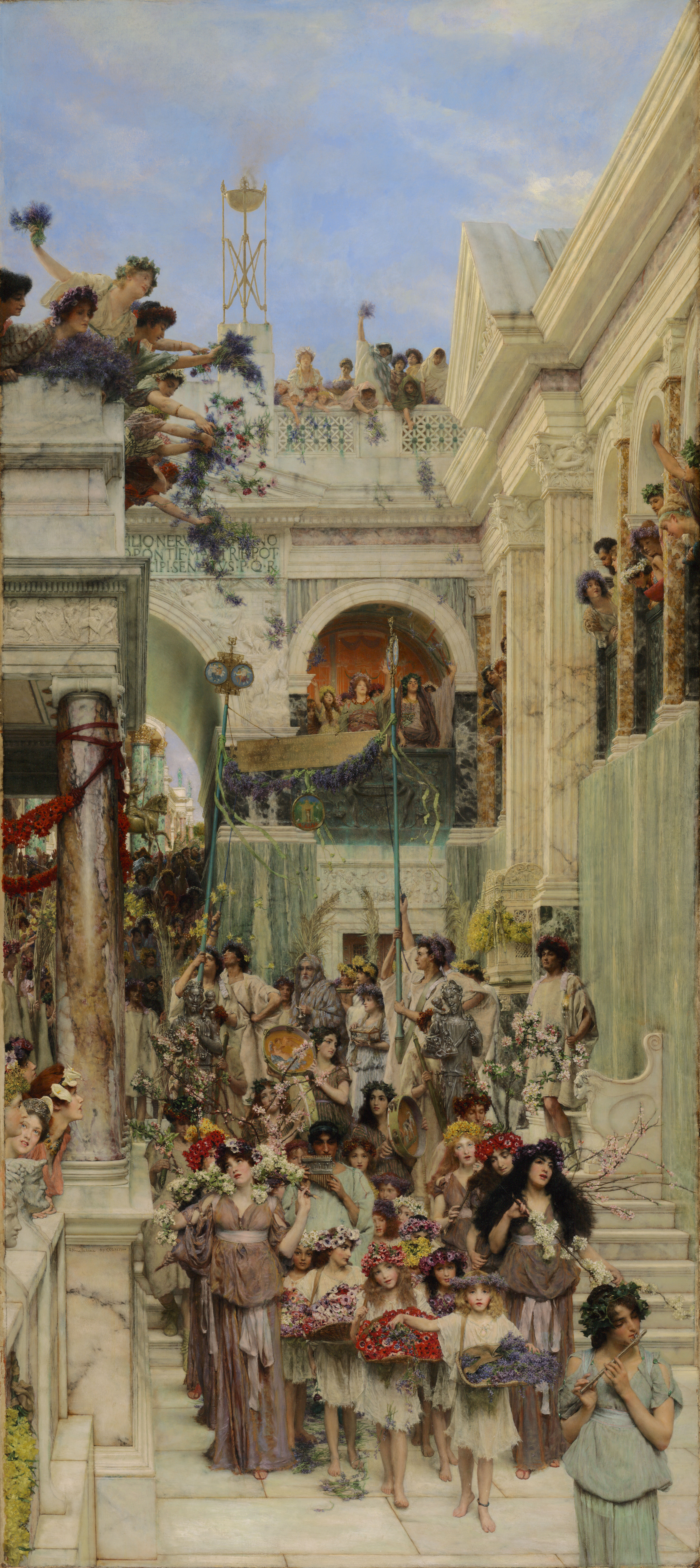
Lawrence Alma-Tadema, Primavera (1894); olio su tela,, J. Paul Getty Museum, Los Angeles. Uno dei lavori più apprezzati del pittore, che ha licenziato l'opera dopo quattro anni di lavoro, Primavera raffigura la festività dei Cerealia in una strada romana.

Fu questa una stagione felice e vitale per il pittore. Acquisita la cittadinanza inglese nel 1873, nel 1883 Alma-Tadema si recò per una seconda volta in Italia. Visitò Roma e, ovviamente, Pompei, che aveva subito ampliamenti assai significativi in seguito alla sua prima visita: questo secondo soggiorno italiano lo stimolò ad approfondire pittoricamente temi legati alla vita romana di tutti i giorni e a creare capolavori come Le rose di Eliogabalo (1888). Altra importante creazione artistica di questo periodo è la trasformazione della sua sontuosa casa a Grove End Road, che Alma-Tadema modificò in stile eclettico-pompeiano con radicali interventi architettonici e decorativi. La «Casa Tadema» - come venne prontamente battezzata - era dotata di un'ampia finestra e di una parete absidata ricoperta di foglia d'alluminio e, per questo motivo, favoriva il riverbero della luce, simulando, nonostante il proverbiale clima anglosassone, il caldo tepore della lux mediterranea.
Questo suo impegno gli costò un rallentamento dei suoi ritmi produttivi, dovuto forse anche all'età, ma non per questo il pittore cessò di essere inondato di riconoscimenti accademici: al 1879 risale la nomina ad accademico della Royal Academy of Arts di Londra (la relativa opera di diploma è La processione verso il tempio), mentre nel 1881 venne eletto membro della Royal Watercolour Society (in questo caso come opera di diploma portò Pandora). A cavallo tra il 1882 e il 1883, invece, Alma-Tadema fu omaggiato con una notevolissima mostra monografica organizzata dalla Grosvenor Gallery di Londra che contribuì a riflettere ulteriormente la sua notorietà già stellare. Importanti anche le due medaglie d'oro ricevute in occasione dell'Esposizione Universale parigina del 1889 e dell'Esposizione Internazionale di Bruxelles del 1897, l'elezione a membro onorario dell'Oxford University Dramatic Society nel 1890 e il cavalierato che gli venne attribuito in Inghilterra nel 1899.
Negli ultimi tempi Alma-Tadema raccolse i frutti di decenni di lavoro, ma continuò ancora a produrre, soprattutto in ambito teatrale e decorativo: individuandovi un modo congeniale per ampliare il suo bagaglio artistico, Lawrence in questi anni collaborò attivamente all'esecuzione di costumi e scene, soprattutto per gli spettacoli ispirati alla storia dell'antica Roma. Dall'Italia, culla di quell'Impero tanto amato, giunse inoltre la commissione del suo autoritratto (esposto agli Uffizi di Firenze), e nel 1902 il pittore si spinse persino in Egitto. Non tutto, però, andò per il meglio: sugli scorci del nuovo secolo, infatti, il pittore sessantenne iniziò ad accusare intensi dolori gastrici: il 15 agosto 1909 il suo equilibrio familiare fu nuovamente funestato dalla morte di Laura. Tre anni dopo, il 28 giugno 1912, dopo essersi recato al Kaiserhof Spa di Wiesbaden in Germania per alcuni trattamenti termali, morì stroncato da un'ulcera allo stomaco. Il suo corpo riposa in una cripta della cattedrale di San Paolo, a Londra.

## Stile e contenuti
Considerato uno dei pittori vittoriani più influenti, Alma-Tadema costituisce una presenza molto particolare nel panorama artistico del XIX secolo; lo stile e i contenuti delle sue opere manifestano allo stesso tempo elementi antichi e moderni, visitati in chiave personale, tanto che l'Art Journal del 1870 scrisse su di lui: «Alma-Tadema è difficile da classificare: non appartiene a nessuna scuola, o per meglio dire, è lui stesso una scuola».

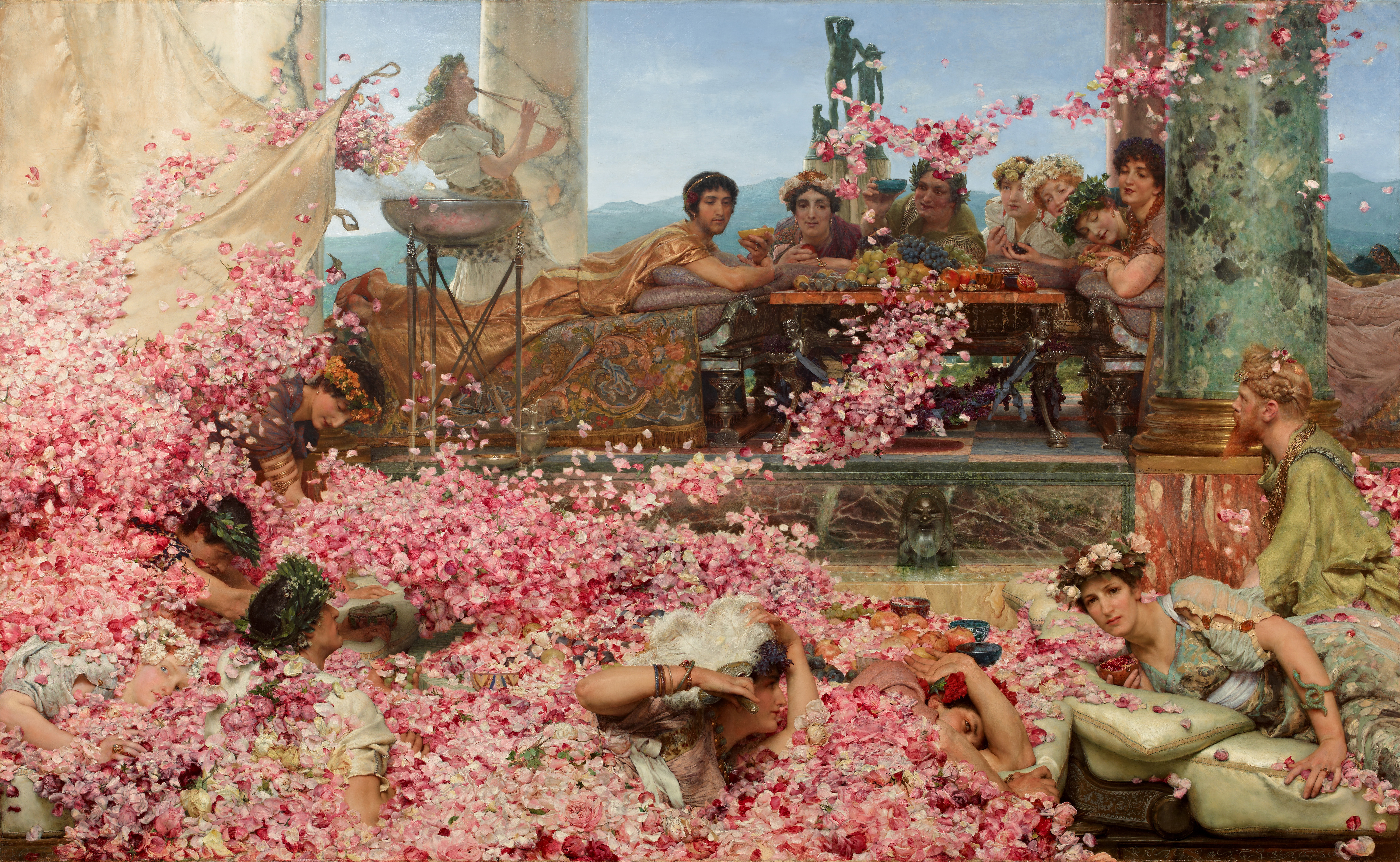
Lawrence Alma-Tadema, Le rose di Eliogabalo (1888); olio su tela,, collezione privata

Tuttavia Alma-Tadema, pur nella sua peculiarità, si inserisce nell'estetica ottocentesca volta al recupero del passato, con una generale ripresa di stili artistici e aspetti formali propri di epoche storicamente lontane e neoclassiciste; le innovative e originali formule neopompeiane di Alma-Tadema, dettate della sua passione per l'archeologia vesuviana, trovarono a Londra un'accoglienza più che favorevole.

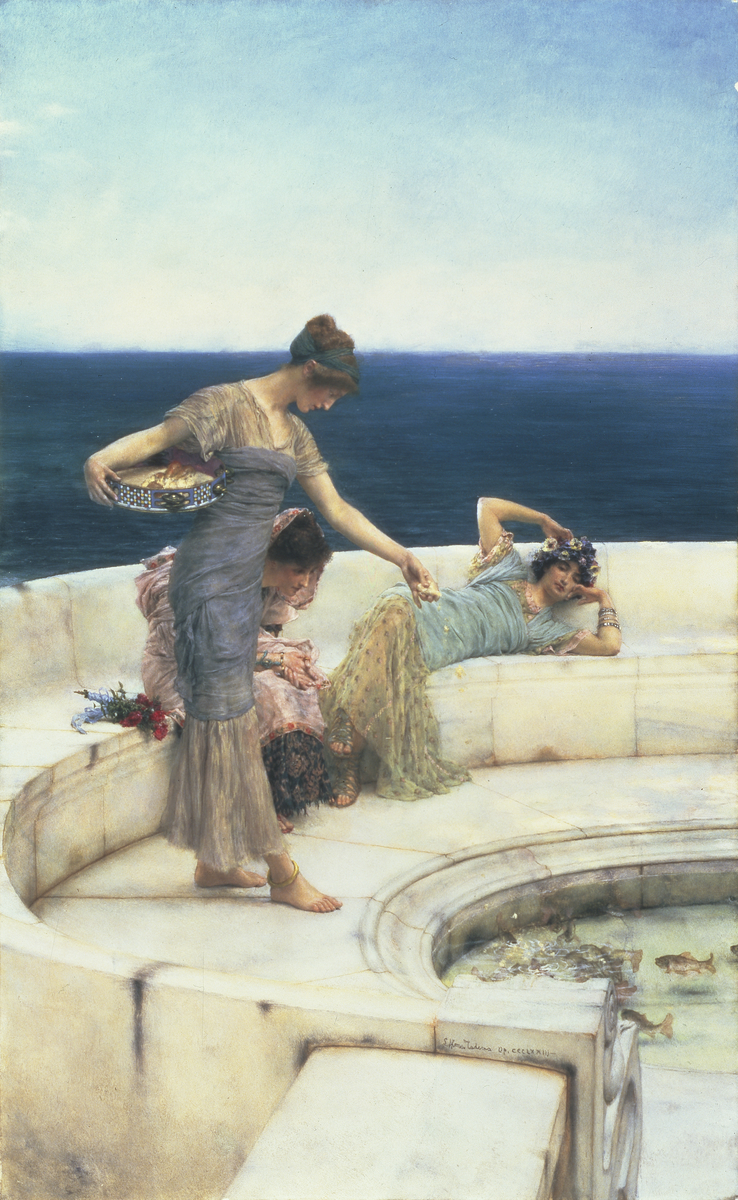
Lawrence Alma-Tadema, I preferiti d'argento (1903); olio su tela,, Manchester Art Gallery. Soprattutto nella tarda maturità Alma-Tadema si ritrovò a raffigurare le leggendarie villae maritimae del golfo di Napoli, riempiendole di donne-ancelle dagli atteggiamenti ammiccanti e languidi.

Al fine di soddisfare non solo il proprio amore per l'archeologia, ma anche le stravaganze intellettuali della sua committenza vittoriana, Alma-Tadema non esitò a rifugiarsi fantasiosamente nell'ancestrale dimensione domestica di Pompei. «Pompei è così caratteristica, interessante, triste, così poetica e incantevole che veramente non vorrei staccarmene mai. Più si conosce questo luogo e più lo si ama» disse una volta il pittore, preferendo l'antica città campana alle più magniloquenti rovine dell'antica Roma e assecondando pienamente un gusto, iniziato con la pubblicazione di Gli ultimi giorni di Pompei dell'inglese Edward Bulwer-Lytton, per il quale la civitas pompeiana era una «miniatura della civiltà del suo secolo», «un modello dell'Impero» dove si può godere «lo splendore del lusso senza il peso della sua pompa», differenziandosi dunque dall'Urbe, dove «i piaceri sono troppo solenni e pomposi». Come osservato da Ugo Fleres nel 1883, Alma-Tadema «si slancia indietro attraverso i secoli e pianta il suo cavalletto nella vera vita pagana», quasi a voler tradurre col pennello il giudizio della letterata francese Madame de Staël, per la quale «a Roma non si trovano altro che resti di pubblici monumenti, e questi non rammentano altro che la storia politica dei secoli passati. Ma a Pompei vi è la vita privata degli antichi, che si presenta tal quale essa era».

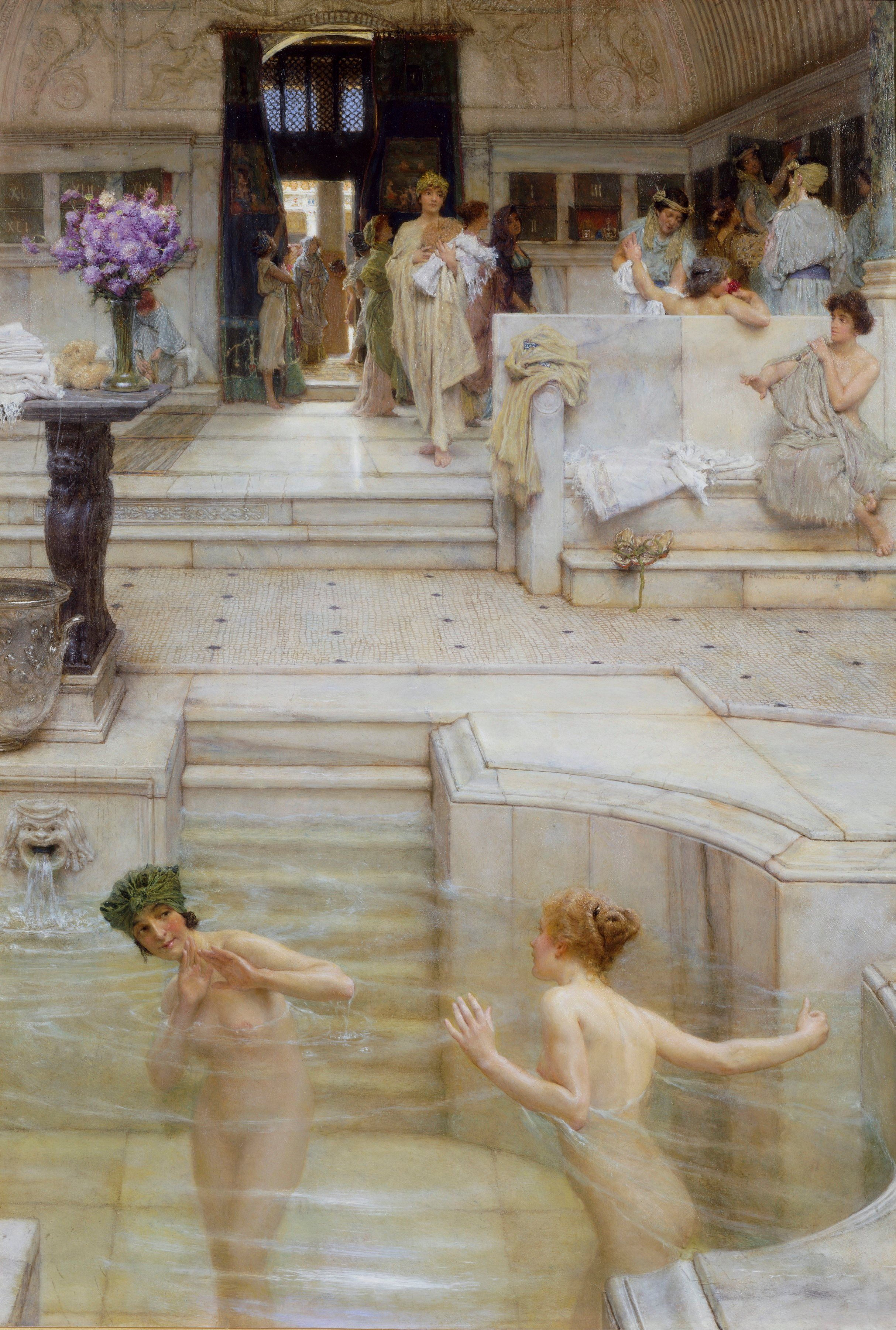
Lawrence Alma-Tadema, L'abitudine preferita (1909); olio su tavola,, Tate Gallery, Londra. Si osservi l'attenzione scrupolosissima posta dal pittore nella resa materialistica delle superfici marmoree.

Ecco, allora, che Alma-Tadema nella sua stagione pittorica più felice si occupò di rievocare con scrupolo encomiabile la dimensione più intima, insieme fastosa e domestica, dell'antica Pompei, dipingendo opere enciclopediche, citazioniste, che descrivono minuziosamente le scene ritratte. Avvantaggiandosi di una conoscenza approfonditissima delle realtà archeologiche italiane, ma anche dell'ampia documentazione fotografica che circolava in Europa in quegli anni, Alma-Tadema poteva infatti avventurarsi in operazioni filologicamente avanzate, ricolmando le proprie opere non solo di oggetti romani relativi alla sfera quotidiana (tricliniares, cartibulum, trapezofori) ma anche di noti capolavori dell'arte antica (tanto a che nei suoi dipinti sono riconoscibili opere rinomate come il Laocoonte, la Matrona seduta, il Sofocle, il Fauno danzante, il mosaico della Battaglia di Isso, o la statuetta in bronzo e oro di Afrodite del museo archeologico di Napoli). Non fu un caso, dunque, se iniziò a circolare, per riferirsi al pittore, l'appellativo di «Winckelmann della pittura moderna», o se l'italiano Francesco Netti valutò le composizioni tademiane in questi termini: «Nei suoi quadri quindi vi è un po' di tutto. Sono musei. Non vi manca nulla, dai grandi ornati di porta che sono a Napoli sino all'ultimo oggetto, o statua, o pittura, o mosaico, o vaso, o utensile scoperto a Pompei, o a Roma, o nel resto dell'Italia, o in Grecia, o in Egitto». Va ricordato, tuttavia, che i dipinti tademiani, pur delineando (come si è già detto) la realtà pompeiana con una tecnica impeccabile, non si rapportano al soggetto con esattezza filologica, in quanto il pittore spesso si divertiva a giocare con le fonti: non «manuali archeologici illustrati», dunque, bensì scene che, in seguito a libere manipolazioni e disinvolti assemblaggi, potevano dirsi verosimili testimonianze di una favolosa epoca passata, senza per questo scadere in uno zelo documentativo eccessivo.
Dietro questo piglio archeologico e delicatamente erudito, tuttavia, si nascondeva un simbolismo estetizzante tipicamente ottocentesco. L'antica Roma di Alma-Tadema, infatti, non era quel serbatoio di esempi virtuosi ed edificanti che era stato così tante volte evocato nel corso dei secoli, bensì era un luogo popolato da figure decadenti, antieroiche, pervase da un romantico languore, e tutte dedite alla sensualità, alla piacevolezza e agli ozi conviviali. L'interpretazione dell'antica Roma offerta dal pittore, dunque, è priva di intenti moralisti o edificanti e, anzi, tradisce un edonismo il cui scopo è quello di «raggiungere e sollecitare il piacere di tutti i sensi» (StileArte). Quest'obiettivo viene perseguito dal pittore anche con una minuziosissima indagine della materia, restituita sulla tela con grande virtuosismo: di tutti i marmi, le stoffe, i fiori riprodotti nelle opere tademiane è possibile saggiarne la consistenza, la qualità in maniera quasi tattile. Di seguito si riporta una citazione desunta dal sito web StileArte che afferma in proposito:
(StileArte)

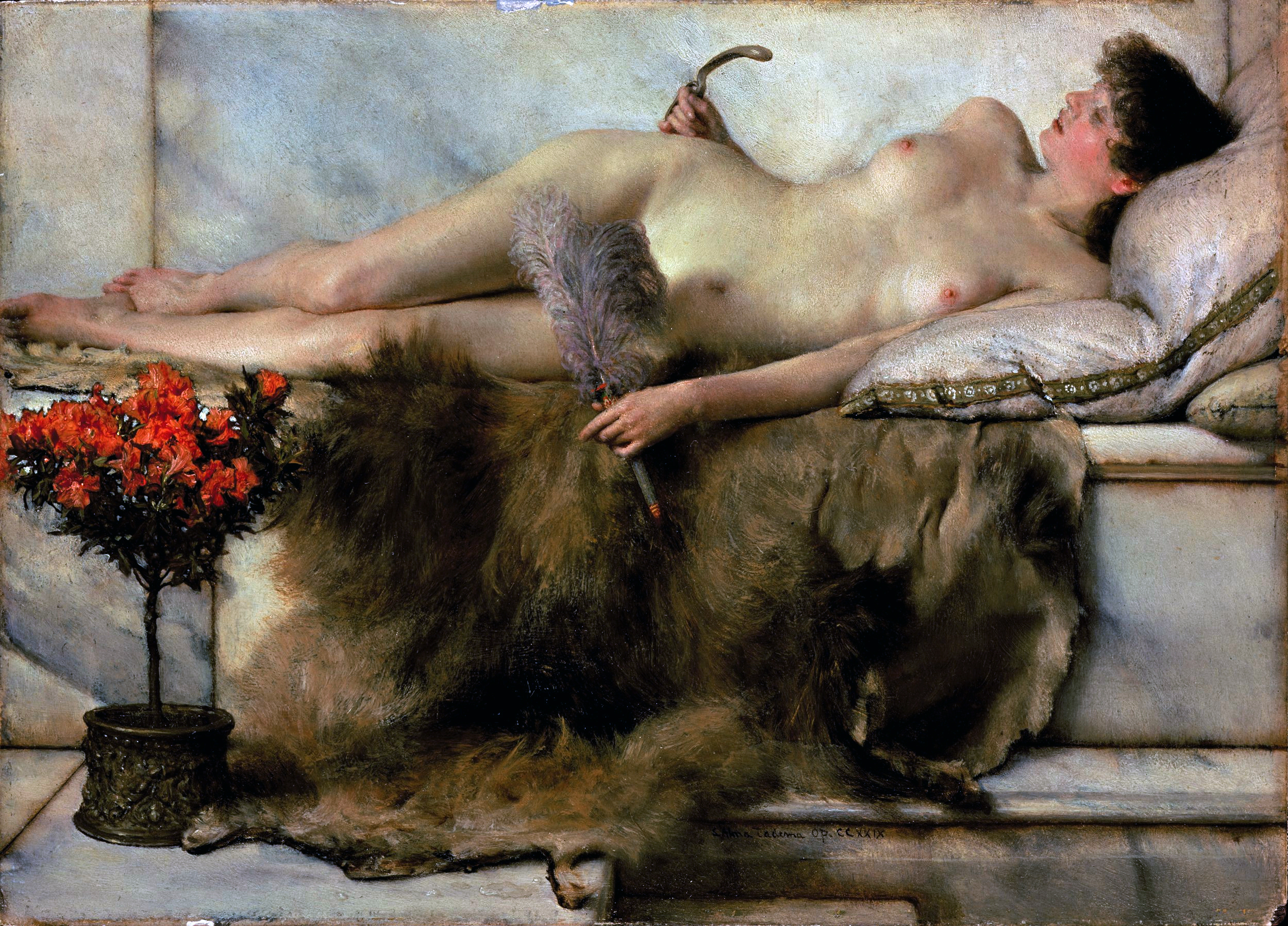
Lawrence Alma-Tadema, Nel tepidarium (1881); olio su tavola,, Lady Lever Art Gallery, Port Sunlight

Al di là del citazionismo archeologico e di queste sollecitazioni polisensoriali i quadri di Alma-Tadema sono costellati anche di conturbanti figure muliebri dagli sguardi enigmatici e seducenti e dai corpi sensualmente ingentiliti da panneggi volatili. Queste autentiche femme fatales, ammaliatrici ma anche angelicate, veicolavano una denuncia molto velata verso una società, come quella vittoriana, che era bigotta, ipocrita, macchiata di un'etica sessuale convulsamente austera, e incompatibile con la nuova sensibilità decadente di fine secolo. Va da sé che questo stile, tralasciando le feroci critiche di John Ruskin (per il quale Alma-Tadema, a causa del suo disimpegno etico, era «il peggior pittore del XIX secolo»), da una parte fu calorosamente acclamato, soprattutto da quella classe alto-borghese che «ama[va] riconoscervisi, nobilitando così i propri vizi e virtù, nei riti e nei costumi di una società ormai remota ma anche riproposta nel presente grazie ai reperti archeologici le cui scoperte erano largamente pubblicizzate» (Vittoria Garibaldi). Pensiamo, ad esempio al giudizio di Gabriele D'Annunzio, il quale - ammirando incondizionatamente l'enigmatico fascino delle donne tademiane e la raffinatezza delle sue scenografie - rilasciò il seguente commento sul Fanfulla della Domenica: «[La pittura di Alma-Tadema si può paragonare ad] un raro pezzo di argenteria qualche cosa come un gioiello carico di cesellature, un avorio scolpito e inciso, un alabastro meticolosamente traforato».
Nella rivista Il Convito le opere dell'artista sono descritte come «un sogno raffinato d'una civiltà favolosa circondata dagli squisiti resti d'una vita irrevocabilmente perduta.»

## Opere
Di seguito si riporta un elenco parziale delle opere di Lawrence Alma-Tadema. Il numero romano talora presente a lato indica il numero d'opera assegnato dallo stesso artista.
- L'abitudine preferita (A Favourite Custom, 1909);
- Adriano in visita ad un ceramista gallo-romano (Hadrian Visiting A Romano-British Pottery, 1884);
- Agrippina con le ceneri di Germanico (Agrippina With The Ashes Of Germanicus, 1866);
- Un altare sulla via (A Street Altar, 1883); [CCLVI]
- Al tempo di Costantino (In The Time Of Constantine, 1878);
- Un amante dell'arte romana (A Roman Art Lover, 1870);
- Animali nell'acqua (Water Pets, 1875);
- Antonio e Cleopatra (Antony And Cleopatra, 1883);
- L'architetto del Colosseo (1875); [CXLVIII]
- Architettura nell'Antica Roma (Architecture In Ancient Rome, 1877);
- Ascoltatore (A Listener, 1899);
- Aspettative (Expectations, 1885);
- L'assaggiatore di vini romano (The Roman Wine Tasters, 1861);
- L'attraversamento del Berizina (The Crossing Of The River Berizina, 1859);
- Autoritratto (Self Portrait, 1852);
- Autoritratto (Self Portrait, 1896); [CCCXLI]
- Autunno (Autumn, 1877);
- Ave, Cesare! Io, Saturnalia! (Ave, Caesar! Io, Saturnalia!, 1880);
- Baccanale (Bacchanale, 1871);
- Un bacio (A Kiss, 1891);
- Il bacio d'addio (The Parting Kiss, 1882);
- I bagni di Caracalla (The Baths Of Caracalla, 1899);
- Il bagno (A Bath, 1876);
- In barca (Boating, 1868);
- Un benvenuto silenzioso (A Silent Greeting, 1889);
- Carcalla (id., 1902);
- Caracalla e Geta (Caracalla And Geta, 1909);
- Catullo presso Lesbia (Catullus At Lesbia's, 1865);
- Il ceramista romano (The Roman Potter, 1884);
- Chi è? (Who Is It?, 1884);
- Ciliegie (Cherries, 1873);
- La cognizione del successo (titolo convenzionale per A Coign Of Vantage, 1895); [CCCXXV?]
- Una collezione di dipinti al tempo di Augusto (A Collection of Pictures At The Time Of Augustus, 1867);
- Il Colosseo (The Colosseum, 1896);
- Confidenze (Confidences, 1869);
- Confidenze sgradite (Unwelcome Confidences, 1902);
- La corte (Courtship);
- Corte: la proposta (Courtship - The Proposal, 1892);
- Corte vana (Vain Courtship, 1900);
- Consacrazione a Bacco (A Dedication To Bacchus, 1889); [CCXCIII]
- La conversione di Paola da parte di San Gerolamo (The Conversion Of Paula By Saint Jerome, 1898);
- Danza Pirrica (A Pyrrhic Dance, 1869);
- Da un assente (From An Absent One, 1871);
- La dichiarazione (A Declaration, 1883);
- Dipinto vascolare (Pottery Painting, 1871);
- Divergenza d'opinioni (A Difference Of Opinion, 1896); [CCCXXXIX?]
- Dolce Far Niente (id., 1882);
- Una domanda (1877); [CLXXXV]
- Donna greca (A Greek Woman, 1869);
- Le donne di Amfissa (The Women Of Amphissa, 1887);
- Donne gallo-romane (Gallo-Roman Women, 1865);
- Dopo l'udienza (After The Audience, 1879);
- L'educazione dei figli di Clove (The Education Of The Children Of Clovis, 1861);
- Entrata al teatro romano (Entrance To A Roman Theatre, 1866);
- Ero (Hero, 1898);
- Esedra (An Exedra, 1869);
- Un'esedra, (1871; [LXVIII?]
- Faust e Margherita (Faust And Marguerite, 1857);
- Festa della mietitura (A Harvest Festival, 1880);
- Fidia che mostra il fregio del Partenone ai suoi amici (Phidias Showing The Frieze Of The Parthenon To His Friends, 1868);
- Fiori di primavera (Spring Flowers);
- Flora, (id., 1877); [CLXXXI?]
- Il frigidarium (The Frigidarium, 1890);
- Galleria di dipinti (A Picture Gallery, 1866);
- La galleria di pittura (The Picture Gallery, 1874); [CXXVI]
- Galleria di scultura (A Sculpture Gallery, 1867);
- La galleria di statue (The Sculpture Gallery, 1874); [CXXV]
- Giocatori di scacchi egiziani (Egyptian Chess Players, 1865);
- Giuseppe, supervisore dei granai del faraone (Joseph, Overseer Of The Pharoah's Granaries, 1874);
- Un imperatore romano nel 41 d.C. (A Roman Emperor AD 41, 1871);
- Interno della casa di Gaio Marzio (Interior Of Caius Martius's House, 1901);
- Interno della chiesa di San Clemente a Roma (Interior Of The Church Of San Clemente, Rome, 1863);
- Interrotti (Interrupted, 1880);
- John Parsons Millet (id., 1889);
- Lesbia piangente su un rapace (Lesbia Weeping Over A Sparrow, 1866);
- Una lettura da Omero (A Reading From Homer, 1885); [CCLXVII]
- La luna di miele (The Honeymoon, 1868);
- Maria Maddalena (Maria Magdalena, 1854);
- Il massacro dei monaci di Tamond (The Massacre Of The Monks Of Tamond, 1855);
- Maurice Sens (id., 1896);
- Menadi esauste dopo la danza (Exhausted Maenides After The Dance, 1873-1874);
- Il mercato di fiori (The Flower Market, 1868);
- Il mio studio (My Studio, 1867);
- Nel mio studio (In My Studio, 1893);
- Miss Alice Lewis (id., 1884);
- Missile d'amore (1909); [CCCXC]
- La modella dello scultore (A Sculptor's Model, 1877);
- Un mondo tutto loro (A World Of Their Own, 1905);
- Morte del figlio primogenito del faraone (Death Of The Pharoah's Firstborn Son, 1872);
- La morte di Ippolito (The Death Of Hippolytus, 1860);
- Mrs Frank D. Millet (id., 1886);
- Mrs George Lewis e sua figlia Elizabeth (Mrs George Lewis And Her Daughter Elizabeth, 1899);
- Non a casa (Not At Home, 1879);
- Non chiedermi di più (Ask Me No More, 1906);
- Offerta votiva (A Votive Offering, 1873);
- L'oleandro (An Oleander, 1882);
- Ora dorata (Golden Hour, 1897);
- Pandora (id., 1881);
- Paradiso terrestre (An Earthly Paradise, 1891);
- Paragoni (Comparisons, 1892); [CCCXVI]
- Nel peristilio (In The Peristyle, 1866);
- Poesia (Poetry, 1879);
- Il poeta preferito (The Favourite Poet, 1888);
- I preferiti d'argento (Silver Favourites, 1903); [CCCLXXIV]
- Preparazioni per la festa (Preparations For The Festivities, 1866);
- Un prezzo per il corpo dell'artista (A Prize For The Artists' Corp);
- Primavera (Spring, 1894);
- Primavera nel giardino di Villa Borghese (Collezione privata 1895)
- Processione verso il tempio (1882); [CCXXXIX oppure CCXXXIV?]
- La proclamazione di Claudio a imperatore (Proclaiming Claudius Emperor, 1867);
- Promesse di primavera (Promises Of Spring, 1890); [CCCIII]
- Prosa (Prose, 1879);
- Quando i fiori ritornano (When Flowers Return, 1911);
- Ragazza con fiori (Young Girl With Roses, 1911);
- Riposo (Resting, 1882);
- Ritratto di Aime-Jules Dalou, di sua moglie e di sua figlia (Portrait Of Aime-Jules Dalou, His Wife And Daughter, 1876);
- Ritratto di Anna Alma-Tadema (Portrait Of Anna Alma-Tadema, 1883);
- Ritratto del cantante George Henschel (Portrait Of The Singer George Henschel, 1879);
- Ritratto di donna (Portrait Of A Woman, 1902);
- Ritratto di Ignazio Han Paderewski (Portrait Of Ignacy Jan Paderewski, 1891);
- Ritratto di Laura Theresa Epps (Portrait Of Miss Laura Theresa Epps);
- Ritratto della signora Charles Wyllie (Portrait Of Mrs Charles Wyllie);
- Il ritrovamento di Mosè (The Finding Of Moses, 1904);
- Rivali inconsce (Unconscious Rivals, 1893);
- Le rose di Eliogabalo (The Roses Of Heliogabalus, 1888);
- Saffo e Alceo (Sappho And Alcaeus, 1881);
- La sala del parto (A Birth Chamber, 1868);
- La scala (1870);
- Scena familiare (A Family Group, 1896);
- Scriba romano mentre compila i dispacci (A Roman Scribe Writing Dispatches);
- Scultori nell'antica Roma (Sculptors In Ancient Rome, 1877);
- Sempre benvenuto (Always Welcome, 1887);
- La siesta (The Siesta, 1868);
- Sincero benvenuto (A Hearty Welcome, 1878);
- Il soldato di Maratona (The Soldier Of Marathon, 1865);
- Speranzosa (Hopeful, 1909);
- La strada per il tempio (The Way To The Temple, 1882);
- Strigili e spugne (Strigil and sponges, 1879);
- Sulla via per il tempio di Cerere (On The Road To The Temple Of Ceres, 1879);
- Tarquinio il superbo (Tarquinius Superbus, 1867);
- I tempi andati nell'antico Egitto, 3.000 anni fa (Pastimes In Ancient Egypt, 3,000 Years Ago, 1863);
- Nel tempio (In The Temple, 1871);
- Nel tepidarium (In The Tepidarium, 1881); [CCXXIX]
- Tibullo nella casa di Delia (Tibullus At Delia's, 1866);
- Timida (Shy, 1883);
- Tra speranza e paura (Between Hope And Fear, 1876);
- Tra Venere e Bacco (Between Venus And Bacchus, 1882);
- Il trionfo di Tito (The Triumph Of Titus, 1885);
- Tu rosa di tutte le rose (Thou Rose Of All The Roses, 1883);
- Un'udienza da Agrippa (An Audience at Agrippa's);
- Il vasaio anglo-romano (1884); [CCLXI-C]
- La vedova egizia;
- Venanzio Fortunato legge i suoi poemi a Radegonda VI (Venantius Fortunatus Reading His Poems To Radegonda VI, 1862);
- Vino greco (1873); [CXV]
- La voce della primavera (The Voice Of Spring, 1910);
- Her eyes are with her thoughts and they are far away, 1897).